# Maria Isabel Lorenzo
Maria Isabel Lorenzo Saavedra, detta Maribel (...), è una modella spagnola, vincitrice del titolo di Miss Europa 1974.

## Biografia
In precedenza si era classificata al secondo posto di Miss Spagna 1973, dietro a Amparo Muñoz che in seguito vincerà il titolo di Miss Universo 1974.
La Lorenzo tuttavia vinse la fascia du Miss National e partecipò a Miss International, dove si classificò al quinto posto, ed ottenne la fascia di Miss Photogenic.
La vittoria a Miss Europa avvenne il 29 maggio 1974 a Vienna, doveIsabel Lorenzo ebbe la meglio sulle diciannove partecipanti al concorso.